# Voyager (videojuego)
Voyager fue un juego de computadora de aventura gráfica desarrollado por Looking Glass Technologies desde 1995 hasta su cancelación en 1997. Fue publicado por Viacom New Media. Basado en la licencia Star Trek: Voyager, el juego siguió a Kathryn Janeway y la tripulación del USS Voyager en sus intentos de rescatar a los miembros de su equipo del Kazon. Voyager fue el primer juego en un acuerdo de títulos múltiples entre Viacom y Looking Glass, y Viacom tomó una inversión de capital minoritaria en la empresa como parte del acuerdo. Sin embargo, Viacom decidió abandonar la industria de los videojuegos en 1997 y Voyagerfue cancelado en la primavera de ese año. En respuesta a la cancelación de Voyager, los miembros del equipo Ken Levine, Jonathan Chey y Rob Fermier dejaron Looking Glass para fundar Irrational Games.

## Resumen
Voyager fue un juego de aventura basado en la licencia Star Trek: Voyager. El jugador guio a Kathryn Janeway y otros personajes a bordo del USS Voyager a través de tres "episodios". El juego comenzó cuando el USS Voyager se reabasteció en un planeta agrícola, solo para que los Kazon secuestrarán a ciertos miembros de su tripulación. Mientras Janeway y el equipo sobreviviente rastreaban a Kazon, se encontraron con otras razas alienígenas y "un planeta abandonado ocupado solo por un solo sistema informático". A diferencia de otros Star Trekvideojuegos de la época, el jugador manipulaba a la tripulación a un nivel alto y general. El jugador seleccionó el curso de acción de la tripulación de una lista de opciones durante las escenas de "punto de decisión", después de lo cual la tripulación llevaría a cabo sus órdenes automáticamente. Ciertas decisiones continuaron la trama, mientras que otras llevaron a callejones sin salida o al final del juego. El productor Alan Dickens dijo: "Queremos que parezca que estás viendo la televisión y gritándoles a los personajes. Les estás dando, como equipo, orientación y dirección sobre adónde deben ir y cómo deben abordar el problema". diversos problemas que se les presentan".
Entre los puntos de decisión, el jugador usó y combinó elementos, resolvió acertijos y participó en el combate. El sistema de elementos del juego implicaba escanear objetos con tricorders y almacenarlos en un "inventario virtual". Este fue un intento de evitar el hammerspace y que los protagonistas "roben todo lo que encuentran", dos problemas que, según Dickens, eran comunes en el género de los juegos de aventuras. Los rompecabezas "Tech sim" al estilo de The Incredible Machine, una serie de videojuegos en la que los jugadores crean máquinas de Rube Goldberg, fueron una característica principal en Voyager: el jugador recibiría colecciones de piezas mecánicas, que tendrían que combinarse en mecanismos complejos. El combate tuvo lugar en tierra y en el espacio, y como otras escenas fue controlado a nivel general. El jugador podría ordenar a la tripulación que proporcione fuego de supresión, que maniobre o que salga, por ejemplo, y luego vería cómo se desarrolla la escena.

## Desarrollo y secuelas
Voyager comenzó a desarrollarse en 1995, y se anunció en agosto de ese año como el primer juego en un acuerdo de varios títulos entre Viacom New Media y Looking Glass Technologies. Según Next Generation, el anuncio fue "recibido con alegría" por los jugadores y fanáticos de Star Trek. Viacom estaba interesado en la tecnología del motor de Looking Glass y tomó una inversión de capital minoritaria en la empresa. Voyager fue conceptualizada por Dickens y por la productora de Viacom Rachel Leventhal. Inicialmente se planeó su lanzamiento en 1996, pero un informe posterior le dio una fecha de lanzamiento prevista para principios de 1997. El equipo de Looking Glass visitó e investigó el set de Star Trek: Voyager para reproducirlo con precisión, y crearon escaneos láser en 3D de las cabezas del elenco. También se grabó la voz en off del elenco. Los personajes del juego y los fondos renderizados previamente se crearon con 3D Studio y Alias, y los personajes se animaron con el sistema de animación esquelética que se había desarrollado para Terra Nova: Strike Force Centauri. El diseñador Jonathan Chey trabajó en la física y la inteligencia artificial del juego, que luego dijo que eran características "realmente extrañas" para un juego de aventuras y evidencia de un desarrollo desenfocado. Durante la presentación del juego en la Electronic Entertainment Expo (E3) de 1996 en junio, un escritor de Computer Games Strategy Plus lo llamó "uno de los proyectos más esperados que flotan actualmente en el mundo de los juegos".
La Voyager fue cancelada en la primavera de 1997, después de 18 meses de producción. Según Paul Neurath de Looking Glass, la cancelación se debió a la decisión más amplia de Viacom de abandonar la industria de los videojuegos. Creía que el acuerdo de Viacom y Voyager eran, en última instancia, una "distracción gigante" y un "despilfarro" que perjudicaba a la empresa. Estos eventos iniciaron una espiral descendente financiera en Looking Glass, que, agravada por una serie de proyectos problemáticos y sin éxito comercial como Terra Nova y el British Open Championship Golf, culminó con el cierre de la empresa en mayo de 2000. Tres miembros de laEl equipo de Voyager (Chey, el escritor Ken Levine y el diseñador Rob Fermier) se hicieron amigos cercanos durante el desarrollo del juego. La cancelación del juego los inspiró a iniciar el desarrollador derivado Irrational Games en abril de 1997, que pasó a desarrollar System Shock 2 en colaboración con Looking Glass. Levine recordó más tarde que, mientras escribía la escena de apertura de Voyager, aprendió que las limitaciones tecnológicas dificultaban que los personajes expresaran emociones; y esta experiencia influyó en su futura escritura para juegos como BioShock Infinite.